# Łęczyca
Łęczyca (nome completo A Cidade Real de Łęczyca, polonês: Królewskie Miasto Łęczyca, alemão: Lenczyca ou Lentschitza, 1939–45 Lentschütz, latim: Lancicia) é um município da Polônia, na voivodia de Łódź e no condado de Łęczyca. Estende-se por uma área de 8,95 km², com 14 163 habitantes, segundo os censos de 2018, com uma densidade de 1582,5  hab/km².

## História
Łęczyca é uma das mais antigas cidades da Polônia, mencionada em documentos do século XII. Foi o lugar da primeira reunião registrada do Sejm, o parlamento polonês, em 1182. Foi a capital do Ducado de Łęczyca no século XIII e depois se tornou a capital da voivodia de Łęczyca do século XIV até o século XVIII.
Em 1331 os Cavaleiros Teutônicos saquearam a cidade durante uma de suas repetidas incursões na Europa Central. Muitas construções foram queimadas, incluindo duas igrejas. Poucas décadas mais tarde, por iniciativa de Casimiro, o Grande, a cidade foi protegida por muralhas e um castelo foi construído na parte sudeste da cidade.
A importância da cidade declinou por ocasião da invasão sueca da Polônia, quando o castelo foi invadido e a maior parte da cidade foi mais uma vez destruída e ela permaneceu em crise até as partições da Polônia.

## Centro histórico
Devido a sua história real, a economia de Łęczyca gira, mais intensamente, em torno de suas atrações turísticas. Algumas das mais interessantes são:
- O Castelo Real - construído no século XIV.
- A Igreja de Santo André o Apóstolo - a igreja atual foi consagrada em 1425.
- O antigo monastério dominicano em Ul. Pocztowa (agora usado como prisão). Dentre seus antigos presos políticos estavam Władysław Gomółka e Władysław Frasyniuk.
- A igreja cisterciense e monastério na rua Poznańska, construída entre 1636-1643.
- As muralhas da cidade, algumas das quais ainda estão intactas. A muralha protegia uma área de aproximadamente nove hectares, compreendendo 1.150 metros de comprimento por 7 metros de altura.[3] A planta da cidade é ainda reconhecidamente a de uma cidade medieval.

Alguns quilômetros adiante estão a igreja romanesca e as fortificações ao lado do povoado medieval de Tum.

## Duques de Sieradz-Łęczyca

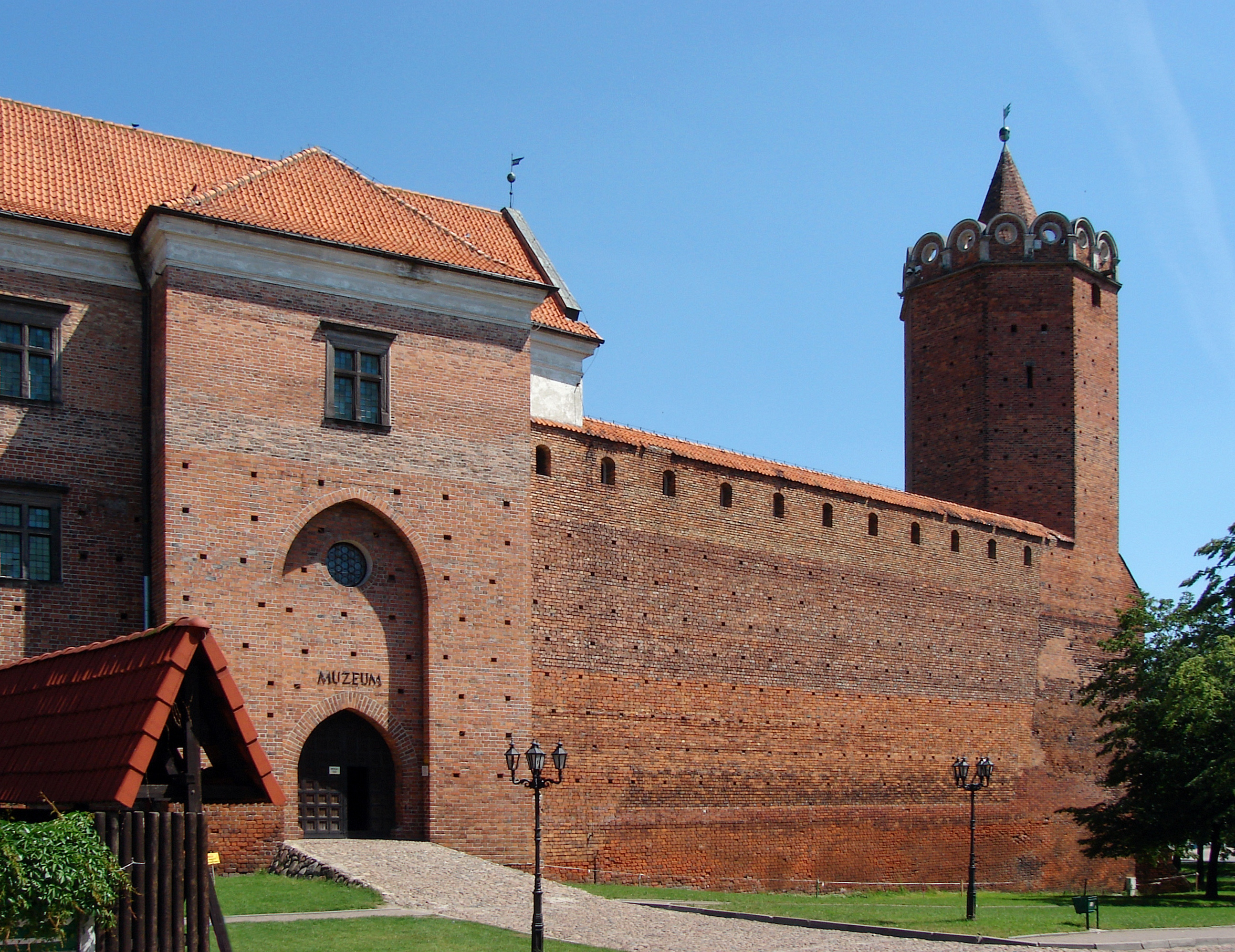
Castelo Real do século XIV em Łęczyca

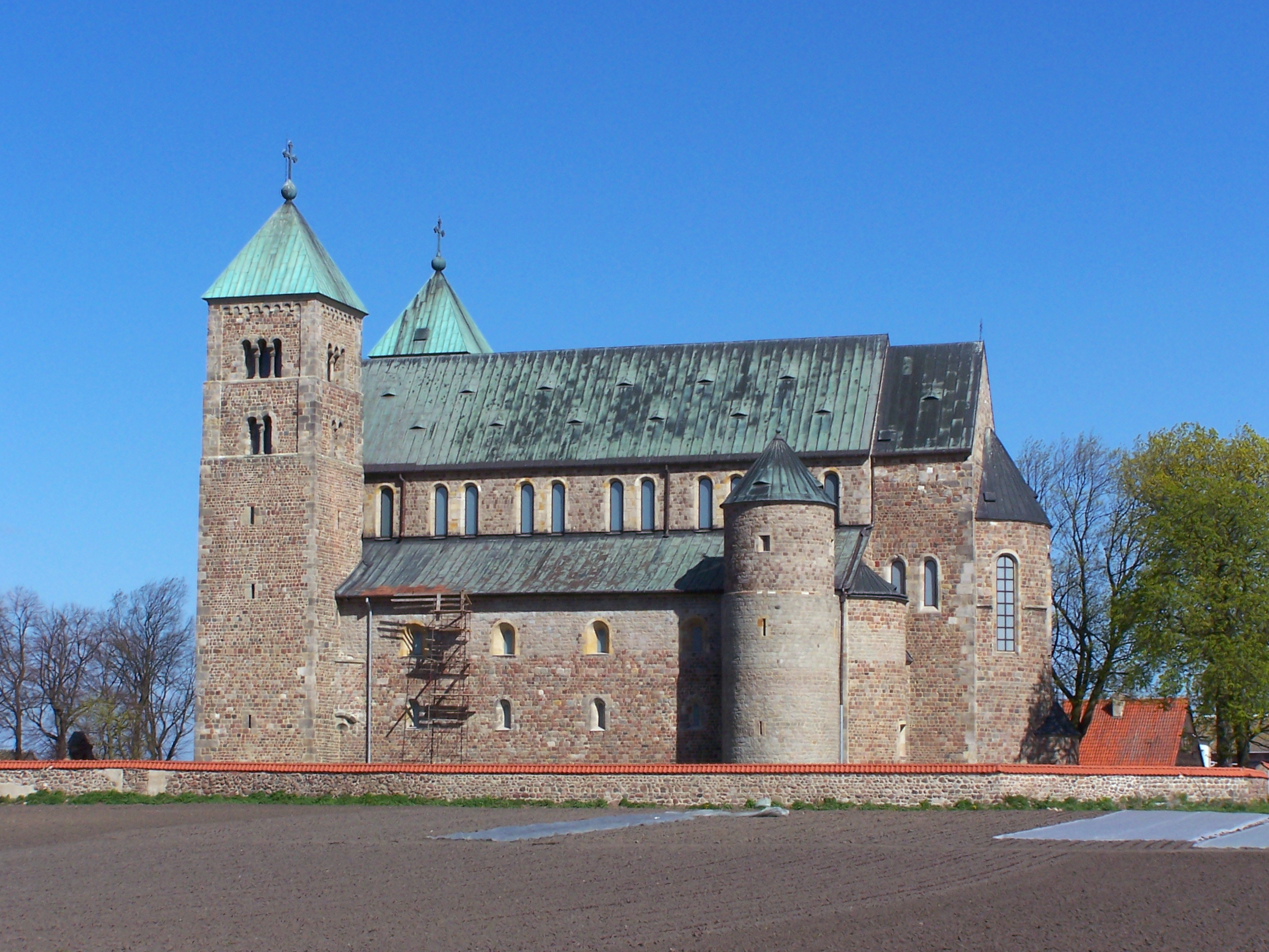
Igreja romanesca em Tum.

- 1228-1232 Henrique I, o Barbudo (Henryk I Brodaty)
- 1232-1233 Conrado da Mazóvia (Konrad Mazowiecki)
- 1234-1247 Conrado da Mazóvia (Konrad Mazowiecki)
- 1247-1260 Casimiro I da Mazóvia (Kazimierz I Mazowiecki)
- 1260-1275 Leszek, o Negro (Leszek Czarny)
- 1275-1294 divisão em dois ducados de Sieradz e Łęczyca (abaixo)
- 1294-1297 Ladislau III, o Baixo (Władysław Łokietek)
- 1297-1305 Venceslau II da Boêmia (Wacław II Czeski)

depois de 1305 parte do Reino da Polônia inicialmente como dois ducados vassalos, mais tarde incorporados como voivodia de Łęczyca e voivodia de Sieradz.

## Duques de Łęczyca
- 1233-1234 Conrado da Mazóvia (Konrad Mazowiecki)
- 1275-1294 Casimiro II de Łęczyca (Kazimierz II)
- 1329-1343 Ladislau de Dobrzyn (Władysław Dobrzyński)

Depois de 1305 parte do Reino da Polônia como um ducado vassalo, depois de 1343 incorporado pelo rei Casimiro III, o Grande como voivodia de Łęczyca.